# 樺旦純
樺 旦純（かんば わたる、1938年 - ）は日本の思考心理学者。元産業教育研究所所長。

## 経歴
岩手県生まれ。アメリカに留学後、産業能率短期大学及び同経営管理研究所で創造性開発の研究と指導に携わる。企業等の社員研修、能力開発の分野で活動。著書多数。

## 著書
- 「心が幸せになる魔法の言葉-ふっと気持ちが軽くなる偉人たちの名言」、日本文芸社、2011.8、ISBN 9784537258493
- 「人は99%「心理トリック」で動かせる!」、三笠書房、2010.11、ISBN 9784837965626
- 「誰でもできる心理分析-「あの人」のココロが手に取るようにわかる!」、日本文芸社、2010.8、ISBN 9784537208375
- 「どんなときも幸せをつかむ自分のつくり方」、ぶんか社、2010.6、ISBN 9784821153640
- 「会社に行くのがラクになる本-読むだけで気が晴れる50の心理術」、成美堂出版、2010.6、ISBN 9784415401454

（中略）
- 「数学がらくらくわかる本 ビジネスマン知らないとこまる」、経林書房、1984、ISBN 9784767302126
- 「記憶力がメキメキ高まる 効果抜群!大脳パワーがたちまち10倍になる法」、ロングセラーズ、1984、ISBN 9784845401710
- 「アイツの頭が切れる理由 思考力・発想力・記憶力がアッという間に高まる!」、ロングセラーズ、1983、ISBN 9784845401635
- 「頭脳おもしろリフレッシュ 頭を活性化させるトレーニングと思考法」、日本法令、1983、ISBN 9784539710937
- 「パズル!ぱずる!Puzzle!」、泰光堂、1981、ISBN 9784802700573